# Parmotrema progenes
Parmotrema progenes är en lavart som beskrevs av Hale. Parmotrema progenes ingår i släktet Parmotrema och familjen Parmeliaceae.   Inga underarter finns listade i Catalogue of Life.